# Anna Philip
Anna Davis Philip est une professeure d'anglais et infirmière volontaire britannique née à Saint-Christophe (Saint-Christophe-et-Niévès) le 4 août 1862 et morte à Nantes le 29 octobre 1930.

## Biographie
Anna Davis Philip naît le 4 août 1862 à Saint-Christophe (Saint-Christophe-et-Niévès), colonie britannique des Antilles. Elle arrive à Nantes au début du XXe siècle. Elle y exerce le métier de professeure d'anglais à domicile, au 9 rue Dugommier. Elle organise deux fois par an des soirées culturelles anglaises à la salle des Sociétés savantes au no 34 de la rue de la Fosse.

### Première Guerre mondiale
Lorsque la Première Guerre mondiale est déclarée, elle se met à la disposition des autorités militaires en tant qu'infirmière.
Elle prend part à des œuvres de charité anglaises comme l'Over-Seas Club (aujourd'hui Royal Over-Seas League (en)). Elle organise plusieurs soirées de divertissement dont les bénéfices sont reversés au profit des soldats anglais et français. Elle intervient auprès du maire de Nantes pour faciliter l'accueil d'étudiants en médecine serbes bloqués en France du fait de la guerre. En octobre 1916, elle organise, au profit de la Croix-Rouge anglaise, la vente de plus de 2 000 petits drapeaux anglais dans les rues de Nantes. En octobre 1917, elle donne des cours d'anglais à plusieurs agents de la police municipale en vue de l'arrivée de la 1re division d'infanterie américaine dans la région.
En avril 1918, elle suggère une amélioration de la nourriture (augmentation de la ration de pain) pour des soldats anglais blessés « car la nourriture anglaise est tout à fait différente de la nourriture française, surtout pour le petit déjeuner du matin ».

### Après la guerre
Après la guerre, elle reprend son activité de professeure d'anglais à domicile et ses soirées bisannuelles. Elle continue cependant son action sociale en aidant par exemple les enfants aveugles et sourds de la Persagotière. En 1919, elle lance un appel aux dons, relayé par la presse, pour l'arbre de Noël des blessés de l'hôpital Broussais. Elle joue également de l'orgue à l'église, par exemple pour une messe célébrée en mémoire des soldats belges morts au combat, en janvier 1919.
Elle reçoit dans les années 1920 les palmes académiques pour son activité d'enseignante.

### Décès
Anna Davis Philip meurt le 29 octobre 1930, à l'âge de 68 ans, dans sa demeure située au no 3 de la place du Port-Communeau. Elle est inhumée le 31 octobre au cimetière La Bouteillerie. Plusieurs personnalités assistent à ses funérailles, comme le consul du Royaume-Uni ou le préfet de Loire-Inférieure.

## Hommages
- De son vivant elle avait été reconnue « membre bienfaiteur » de l'Amicale des Anciens Marins Combattants[4].
- Peu de temps avant sa mort elle avait reçu les palmes académiques[5].
- En 1946, à l'échéance de la concession de sa sépulture, la municipalité de Nantes décide, « en raison des services rendus par Mlle Philip pendant la guerre 14-18 dans les hôpitaux », de la transférer dans le carré militaire du cimetière[2]. Elle est la seule femme avec Adrienne Hellé « bienfaitrice des aveugles de guerre » à bénéficier de ce privilège[6]. Sa tombe est actuellement située dans la section W, 10e rang, fosse 4bis.
- Sur la plaque de sa tombe, il est écrit, en anglais, « Miss Anna Philip The Soldier's Friend » (« Miss Anna Philip, l'amie du soldat »).
- Dans le cadre de la reconversion du site nantais de l'ancienne caserne Mellinet, le parc Anna Philip a été aménagé et livré à partir de 2021.

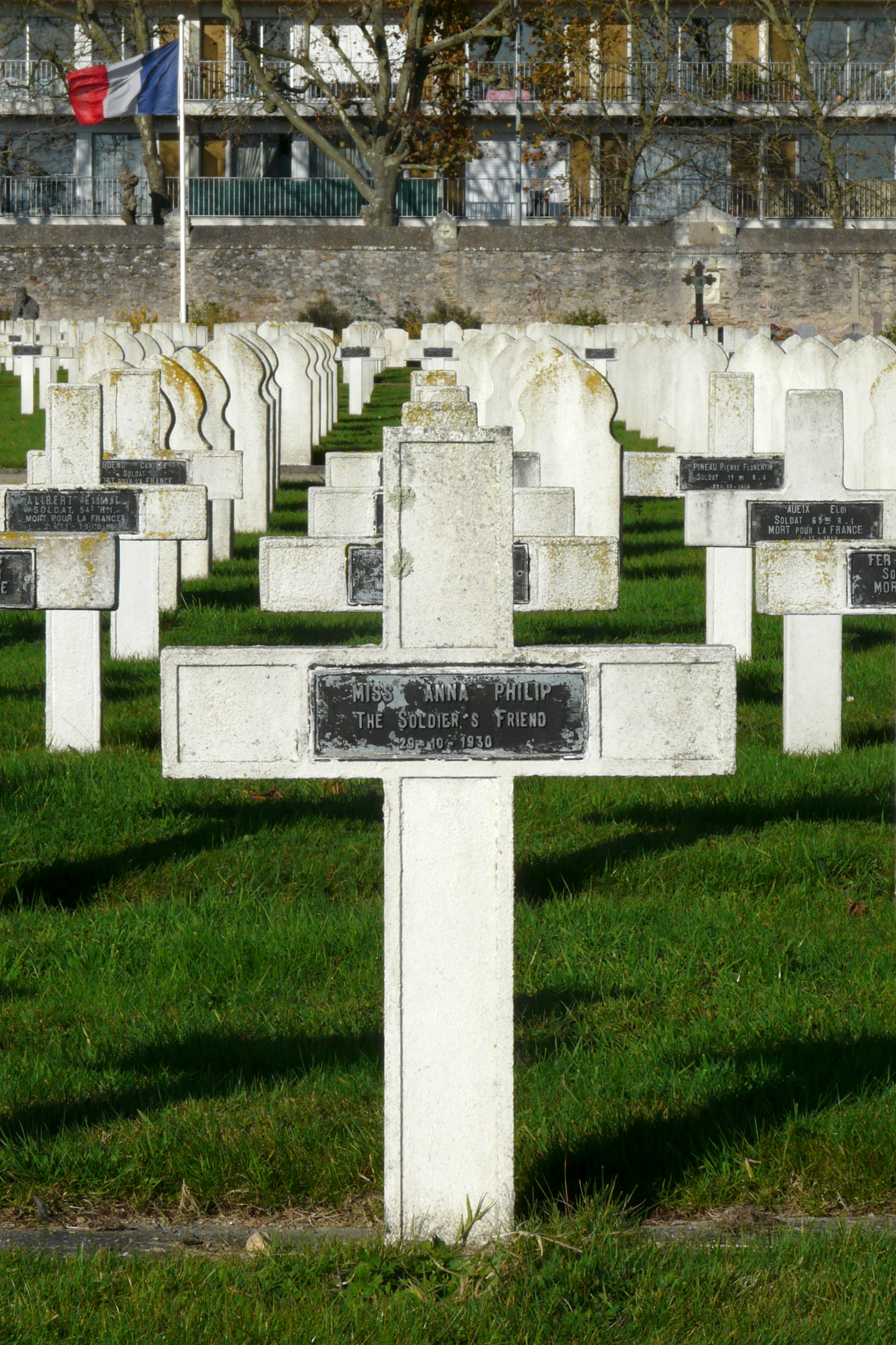
Tombe d'Anna Philip.
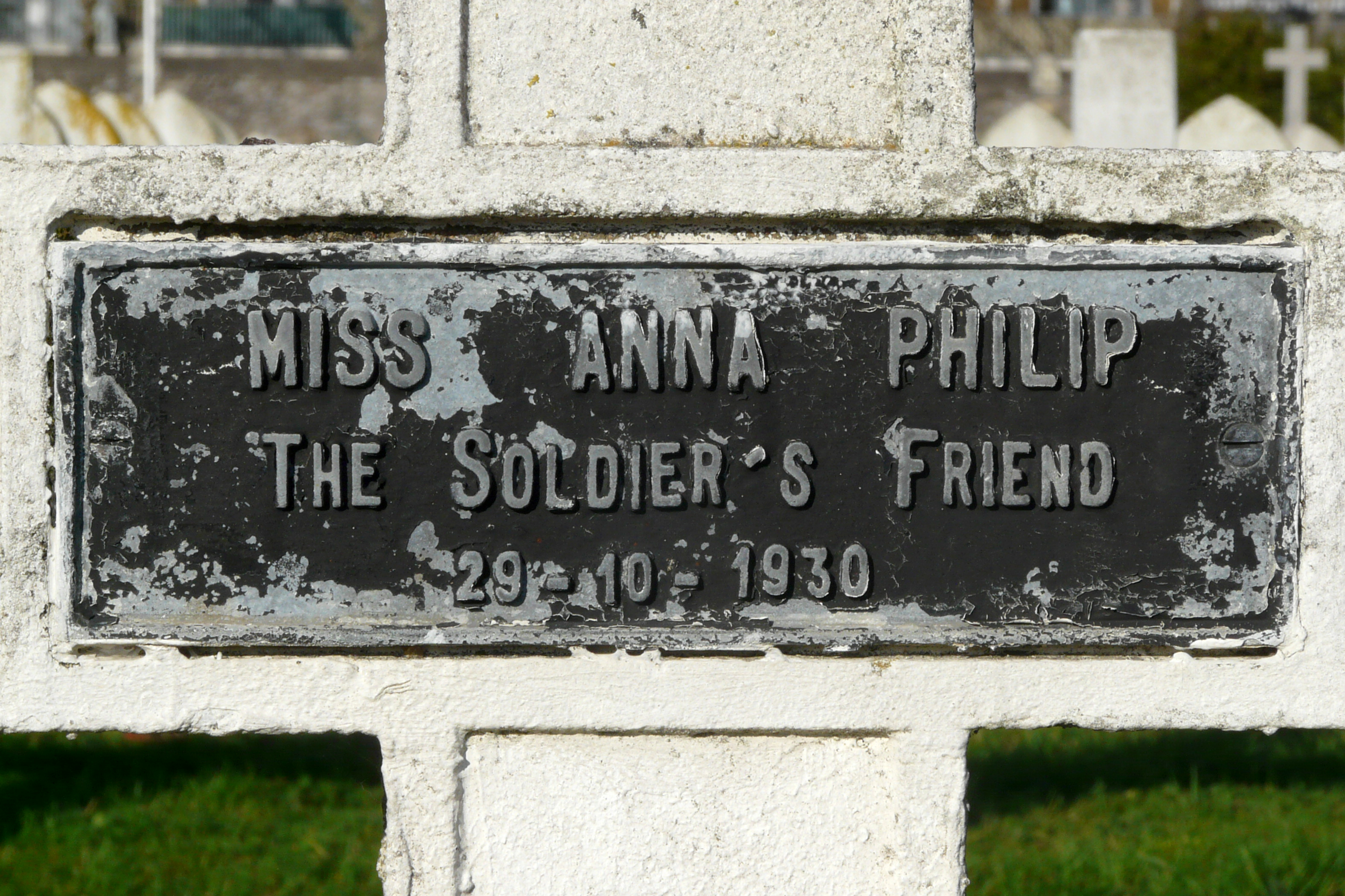
Plaque de la tombe.